# Spiraltang

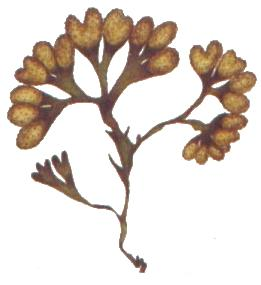
Spiraltang: Abbildung auf einer Briefmarke

Der Spiraltang (Fucus spiralis, auch Kleiner Blasentang oder Schraubentang) ist eine Fucus-Art aus der Gruppe der Braunalgen, der unter anderem in der Nordsee und Ostsee vorkommt.

## Beschreibung
Der Spiraltang ist eine Großalge (Seetang), die bis zu vier Jahre alt wird und ausgewachsen eine Größe von 3,5 bis 40 Zentimeter erreicht. Das monatliche Wachstum liegt bei etwa 1,1 Zentimetern. An der Basis ist er mit einer Haftplatte mit dem Untergrund verbunden. Der lederartig derbe, braungrüne Thallus ist abgeflacht, in einer Ebene gabelig verzweigt und von einer Mittelrippe durchzogen. Er besitzt weder Gasblasen (wie Blasentang) noch einen gesägten Rand (wie Sägetang). Manchmal ist der Thallus spiralig gedreht, worauf sich der deutsche Name bezieht. Die vegetativen Thallusenden sind flach, nach starker Besonnung auch aufgebläht und hohl. Durch die Brandung oder Fraß beschädigte Thalli können an den Wundflächen neue büschelige Sprosse regenerieren.

### Lebensweise
Spiraltang verbringt 90 Prozent seiner Lebenszeit im Wasser. Die Großalge ist sehr resistent gegen Austrocknung und toleriert einen Wasserverlust von 70 bis 80 Prozent. Die Wasserpflanzen kommen mit einer Meeresströmung von bis zu 6 Knoten zurecht, bevorzugen jedoch moderatere Strömung zwischen einem und drei Knoten.

### Fortpflanzung
Fucus-Arten sind Diplonten ohne Generationswechsel. Von April bis Oktober trägt der Spiraltang dick geschwollene fruchtbare Thallusenden (Rezeptakeln), die mit Gallerte gefüllt sind. Die Rezeptakeln enthalten krugförmig in die Oberfläche eingesenkte Konzeptakeln, in denen die Gameten gebildet werden. Der Spiraltang ist zwittrig. In jedem Konzeptakel entstehen Eizellen und Samenzellen (Zoosporen). Daher kommt häufig Selbstbefruchtung vor. Die befruchteten Eizellen setzen sich fest und wachsen zu neuen diploiden Algen heran.

## Vorkommen

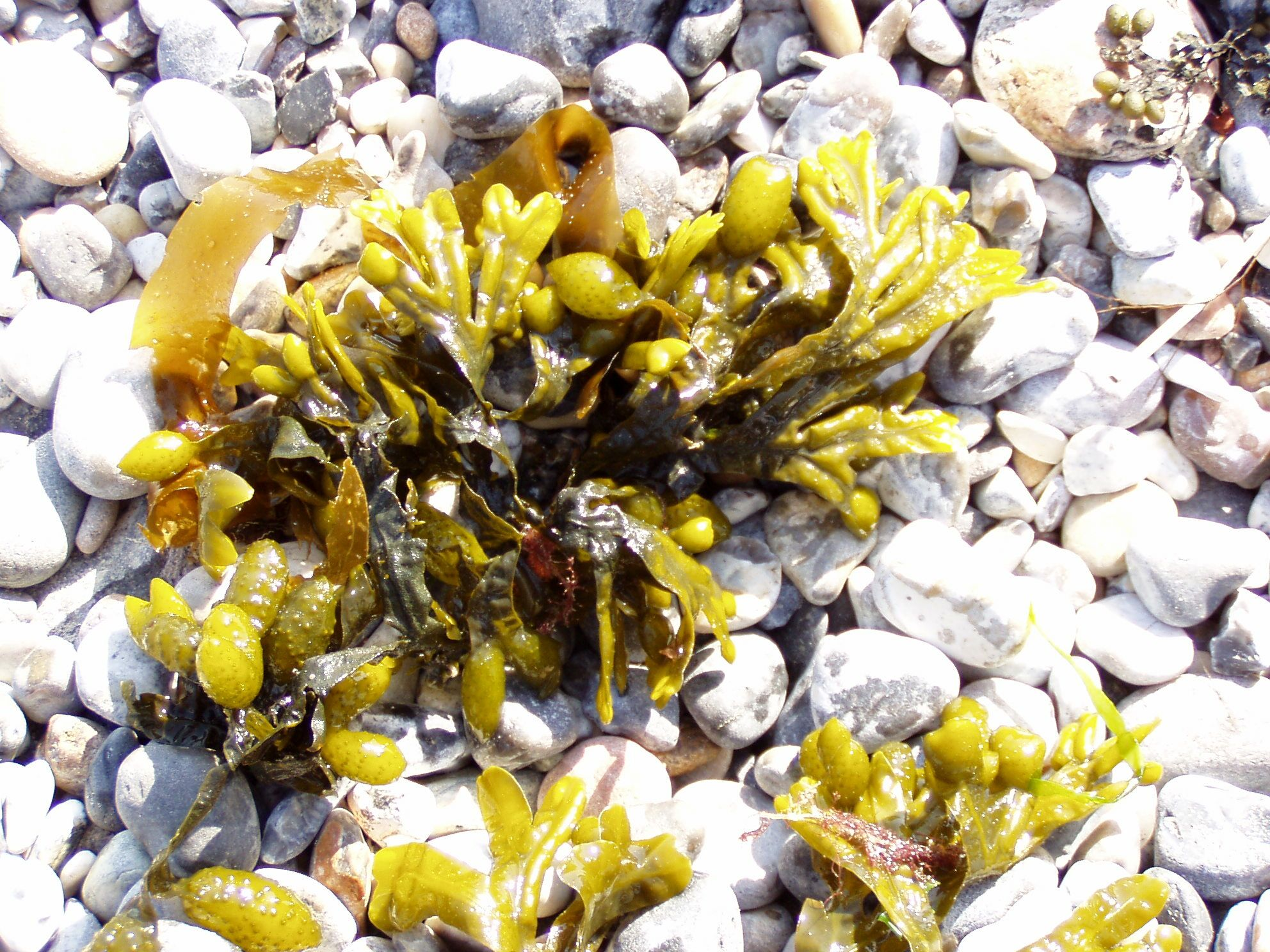
Spiraltang am Strand

Das Verbreitungsgebiet des Spiraltangs umfasst die Küsten des Nordatlantiks und die amerikanische Nordpazifik-Küste. Im östlichen Nordatlantik ist er von Norwegen bis zu den Kanarischen Inseln und Marokko verbreitet und kommt auch in der Nordsee und Ostsee vor.
Der Spiraltang besiedelt die oberste Gezeitenzone. Von den verwandten Fucus-Arten, mit denen er oft gemeinsam vorkommt, ist er am weitesten oben zu finden. Er erholt sich besser von Austrocknung als die verwandten Arten und toleriert sowohl hohe als auch niedrige Temperaturen, wobei er in Wassertemperaturen unterhalb von 23 Grad Celsius anzutreffen ist.

## Systematik
Die Erstbeschreibung von Fucus spiralis erfolgte 1753 durch Carl von Linné in Species plantarum, Band 2, S. 1159. Der Spiraltang gehört zur Gattung Fucus in der Familie der Fucaceae innerhalb der Ordnung der Fucales.
Synonyme von Fucus spiralis L. sind Fucus areschougii Kjellm., Fucus areschougii f. nanus Kjellman, Fucus areschougii var. borealis (Kjellm.) Kjellman, Fucus sherardii f. spiralis (L.) Aresch. und Fucus vesiculosus var. spiralis (L.) C. Agardh.
Eine ähnliche Art ist der erst 2011 von Zardi et al. beschriebene Fucus guiryi (Synonym: Fucus spiralis var. platycarpus (Thur.) Batters). Er unterscheidet sich durch einen sterilen Rand um die Rezeptakeln und seine monopodiale, nicht gabelige Verzweigung, längeren Thallus (bis etwa 50 cm) und längeren Stiel. Fucus guiryi wächst in der Gezeitenzone etwas niedriger als der Spiraltang und etwas höher als der Blasentang.
Weitere verwandte Fucus-Arten sind die Braunalgen Fucus distichus und der Sägetang, Fucus serratus.